# Taebaek (góry)
Taebaek (Góry Wschodniokoreańskie; kor.: 태백산맥, Taebaek Sanmaek) – łańcuch górski we wschodniej części Półwyspu Koreańskiego, w Korei Południowej i Północnej. Rozciąga się wzdłuż wybrzeża Morza Japońskiego na długości ok. 500 km. Najwyższy szczyt, Seorak-san, osiąga 1708 m n.p.m. Na wschodzie góry stromo opadają do Morza Japońskiego, natomiast na zachodzie są łagodnie rozczłonkowane pasmami górskimi do nizin nad Morzem Żółtym. Występują złoża surowców mineralnych, m.in. rudy żelaza, węgla, wolframu, fluorytu i wapienia. Góry porośnięte są lasami.
W paśmie znajdują się liczne pasma górskie oraz parki narodowe, np. Seoraksan, Odaesan, Sobaeksan i Juwangsan.
Znajdują się tu także ośrodki narciarskie, między innymi Yongpyong i Jeongseon, które były arenami Zimowych Igrzysk Olimpijskich 2018.

## Galeria

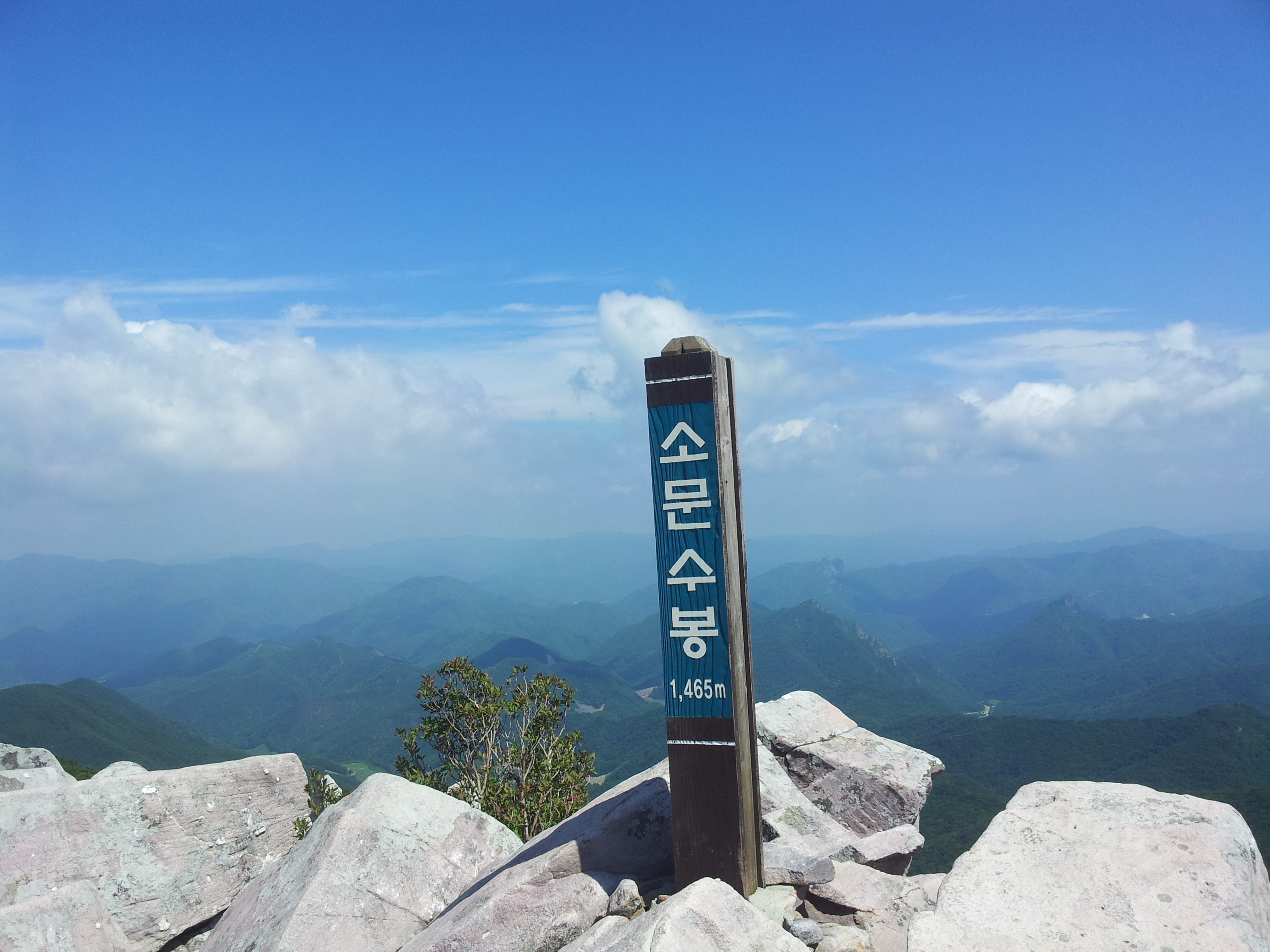
Szczyt Somunsubong
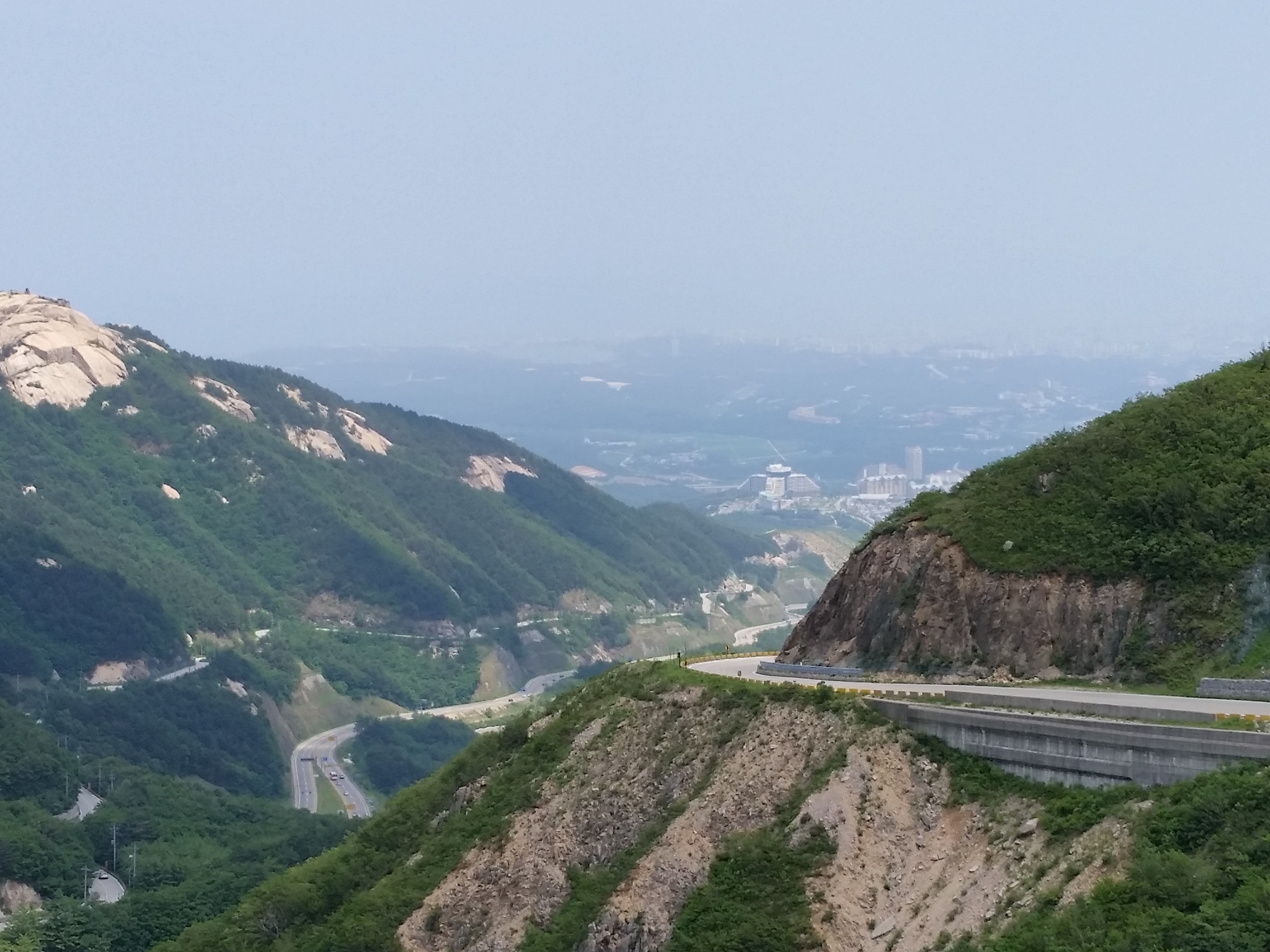
Misiryeong
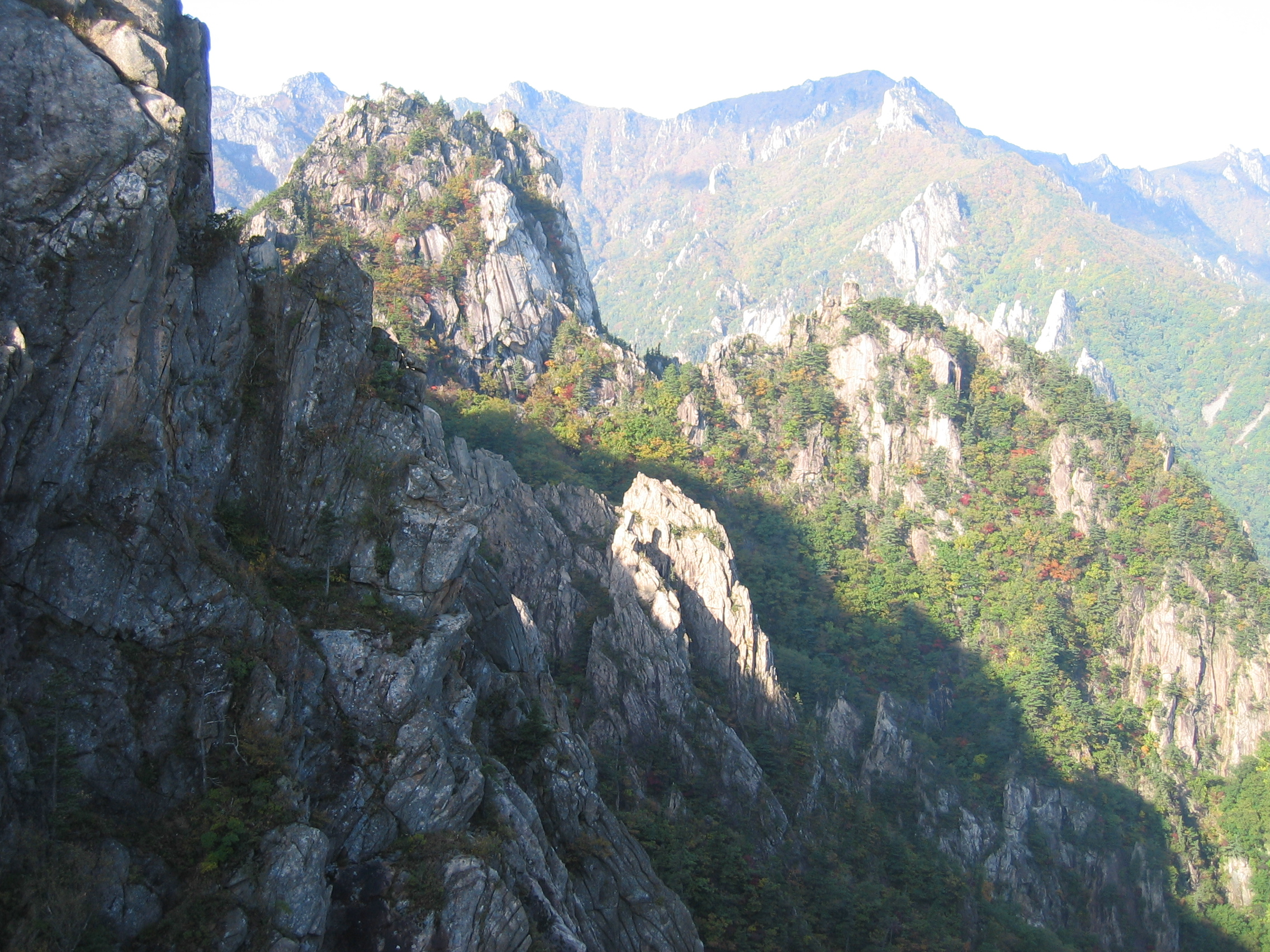
Seoraksan
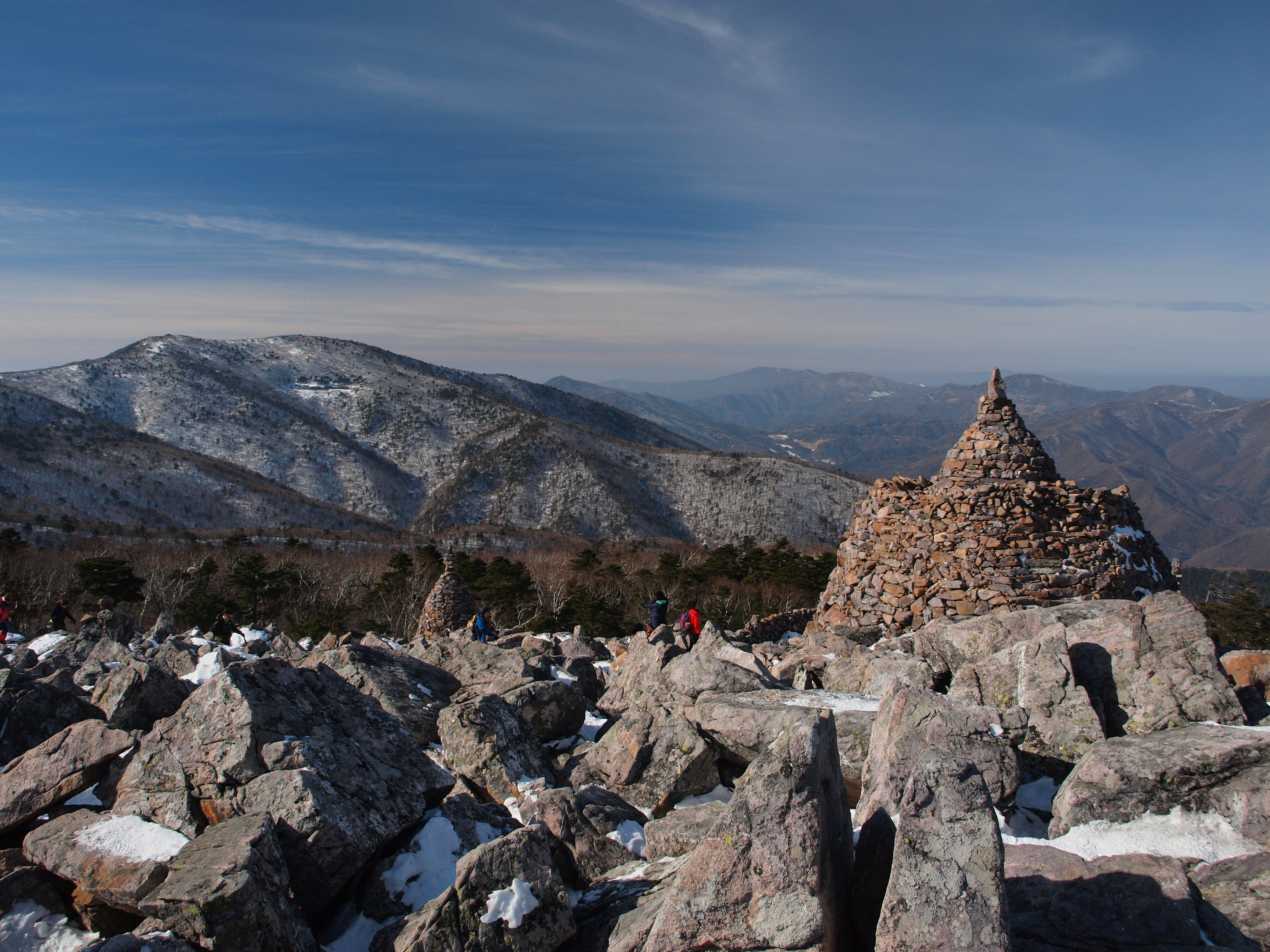
Widok ze szczytu Munsubong
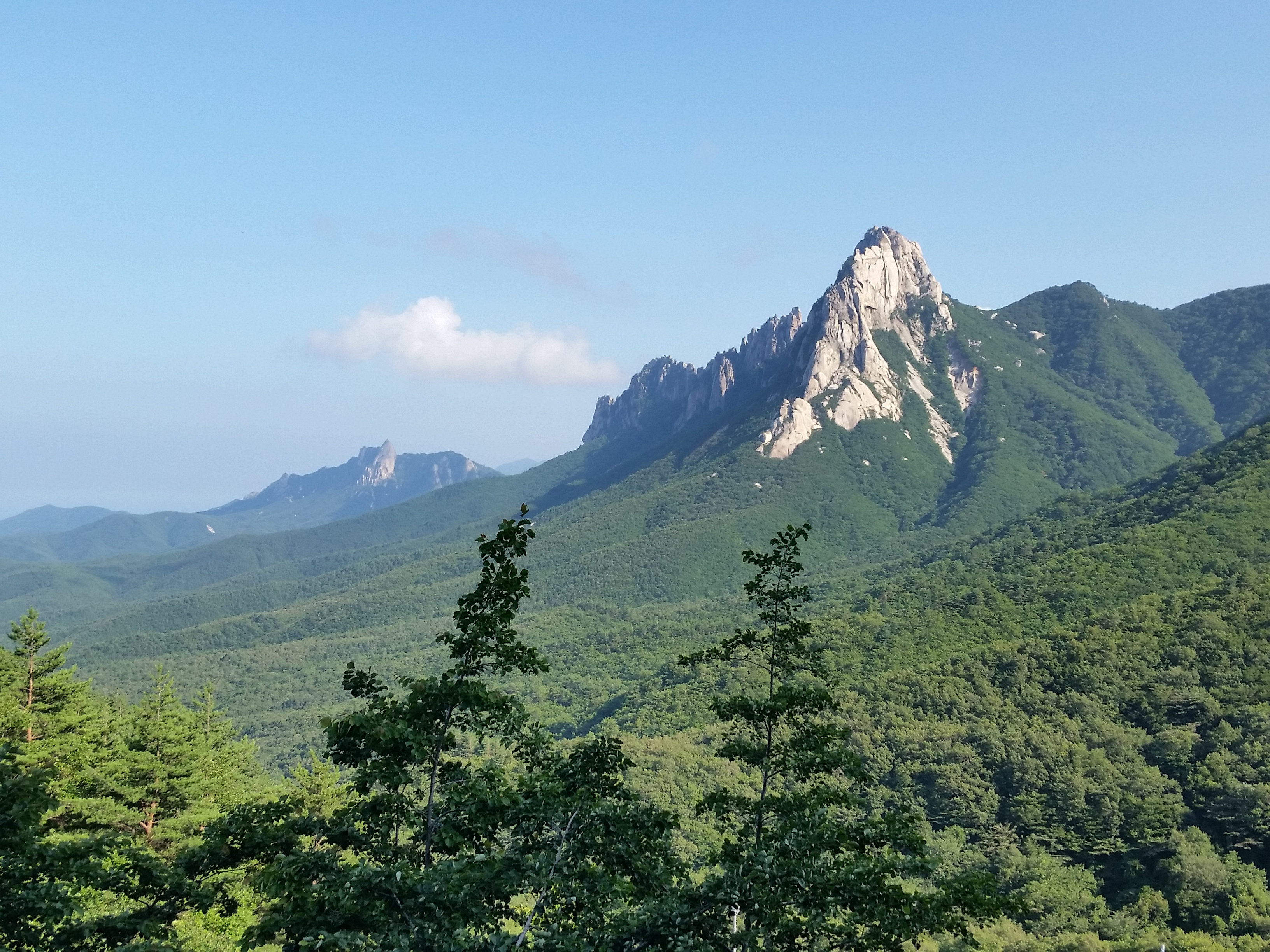
Skała Ulsanbawi
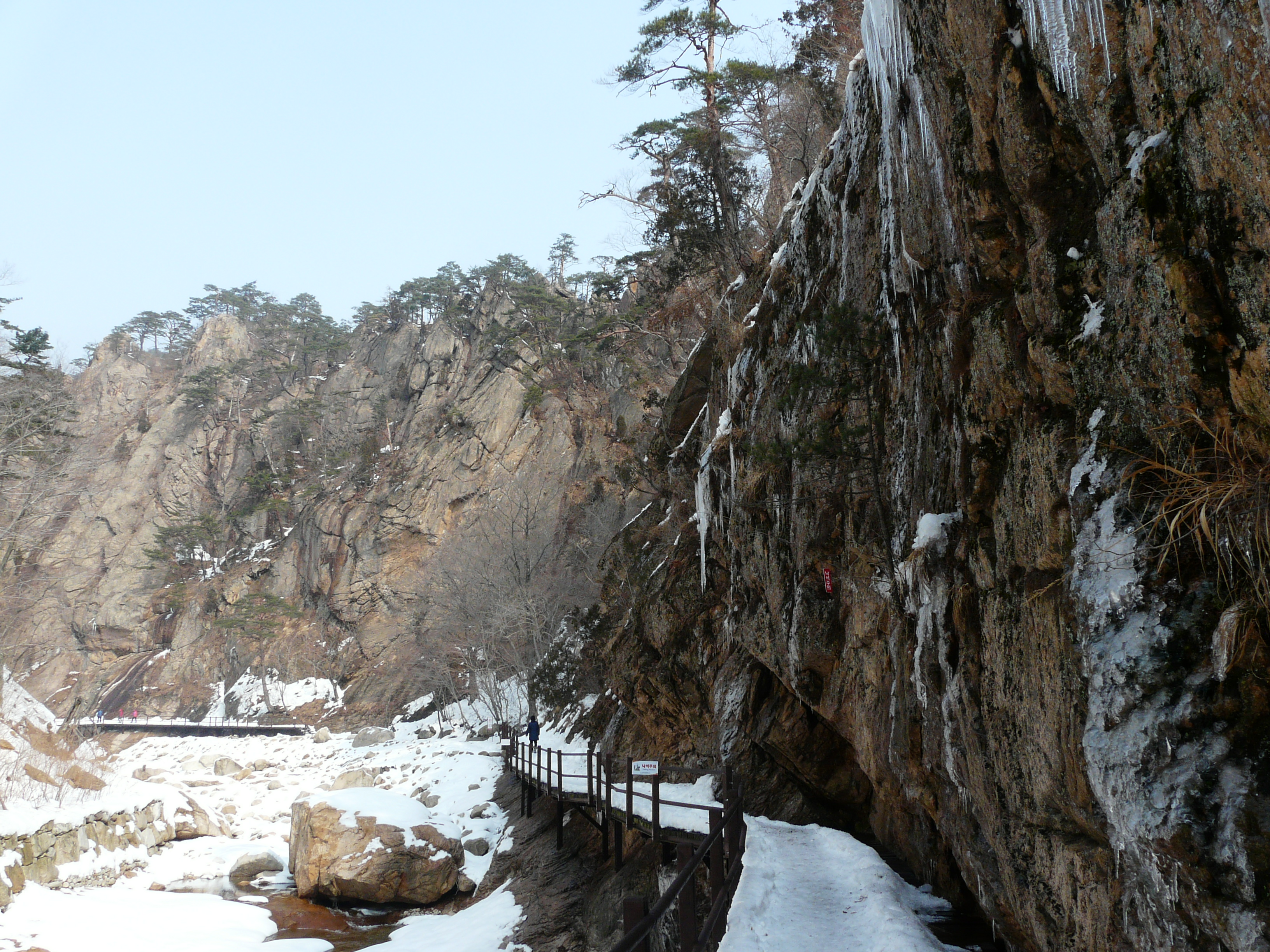
Park Narodowy Seoraksan
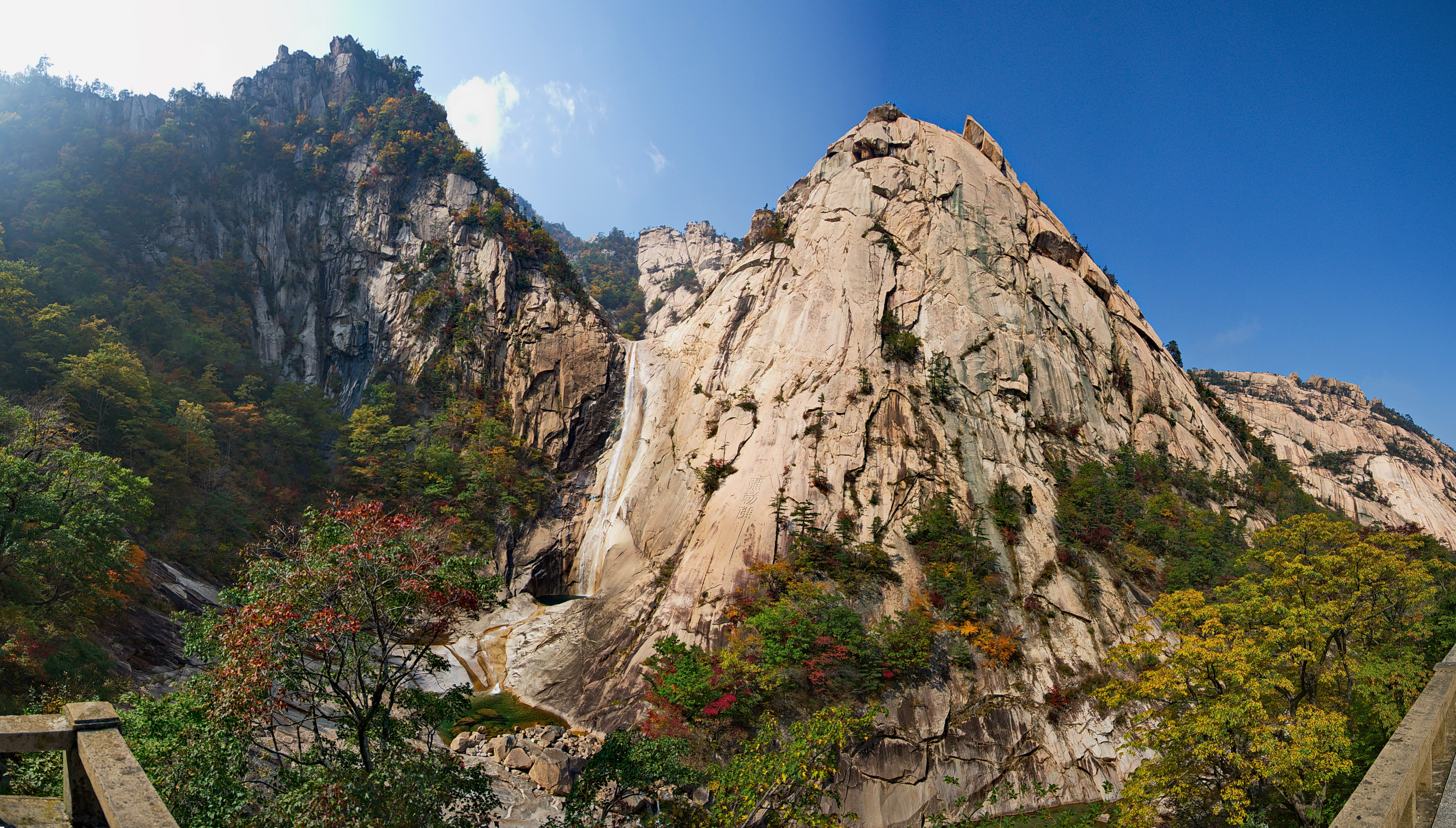
Wodospad Kuryong
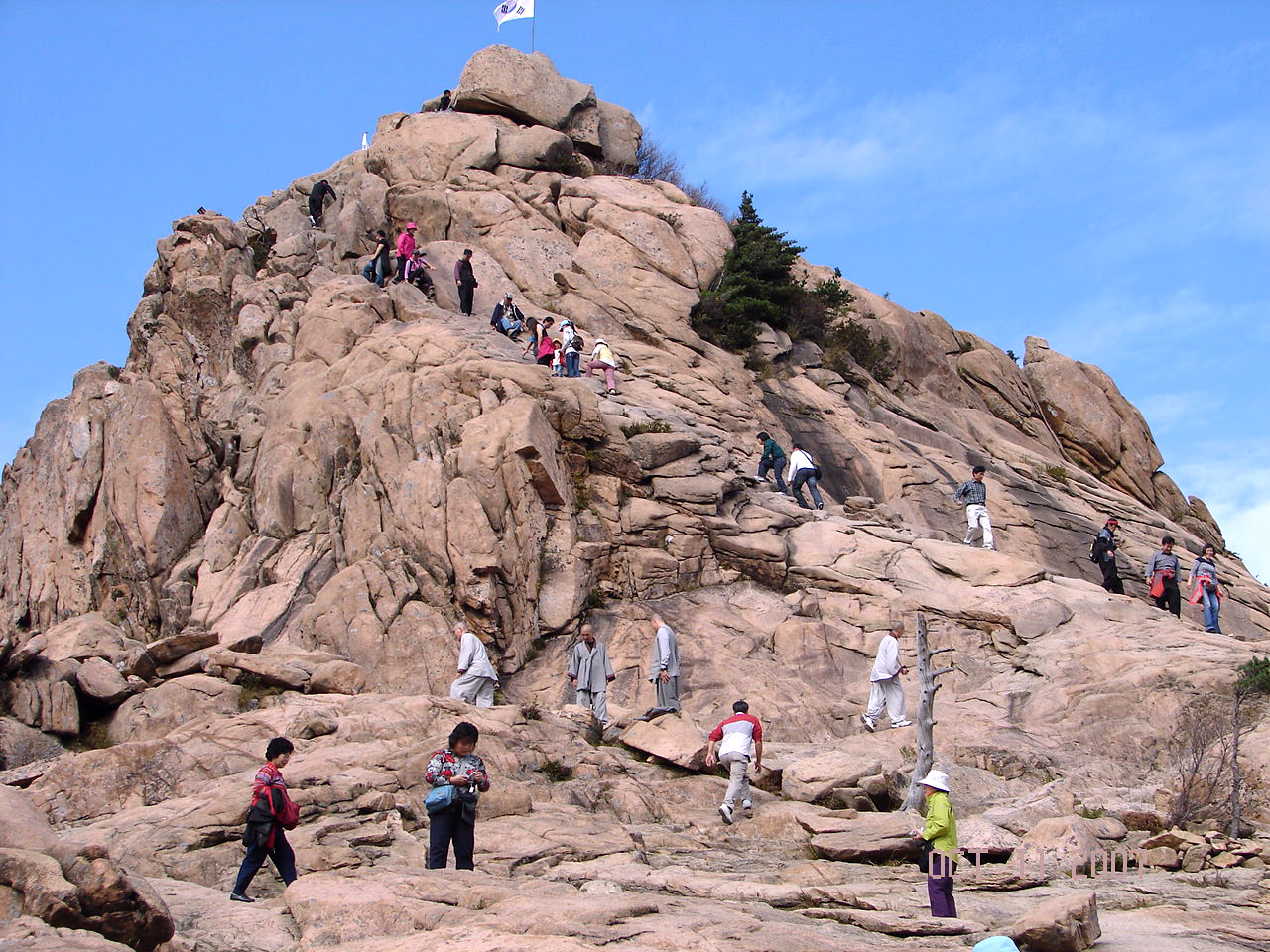
Szczyt Gwongeumseong
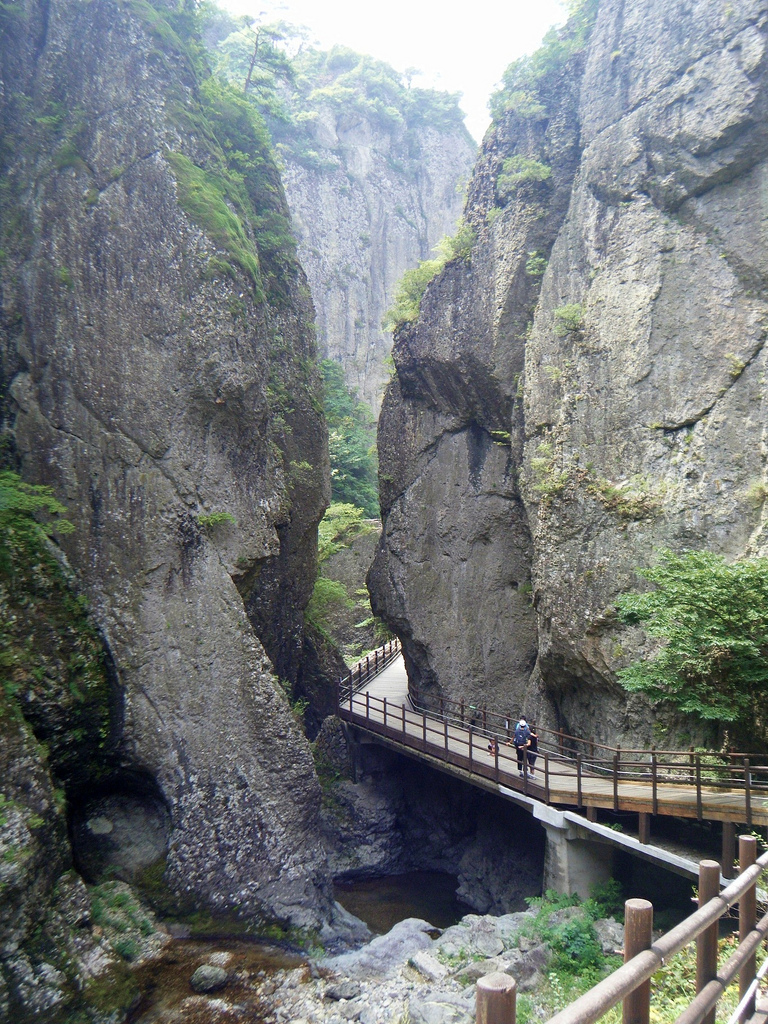
Park Narodowy Juwangsan
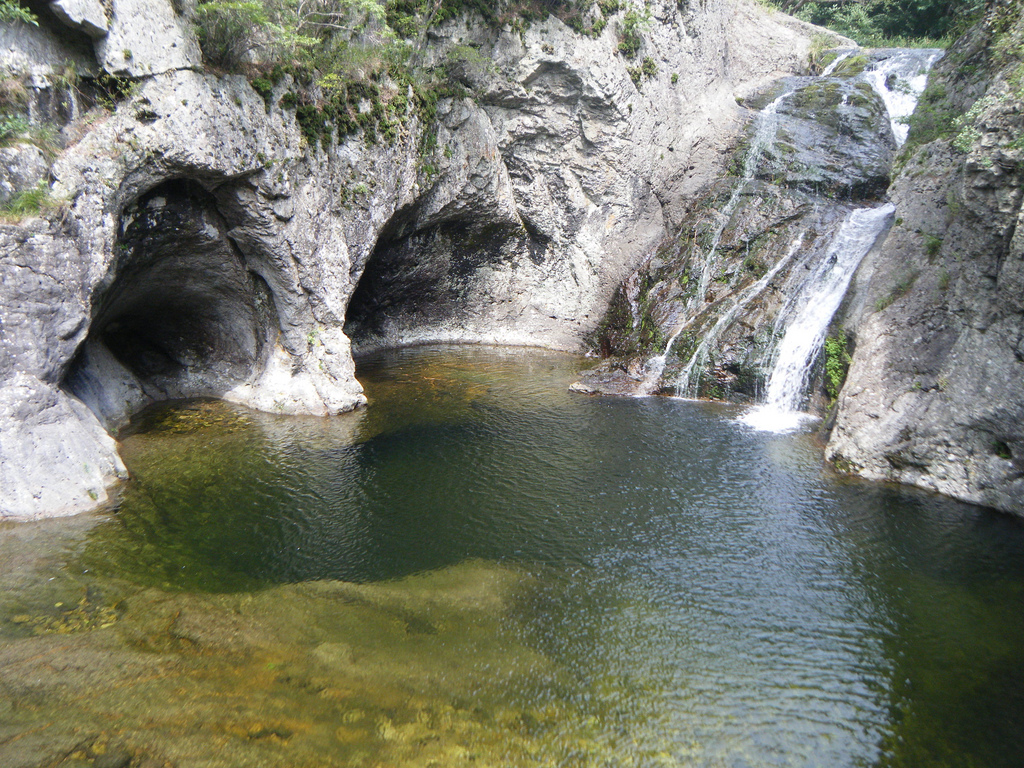
Park Narodowy Juwangsan
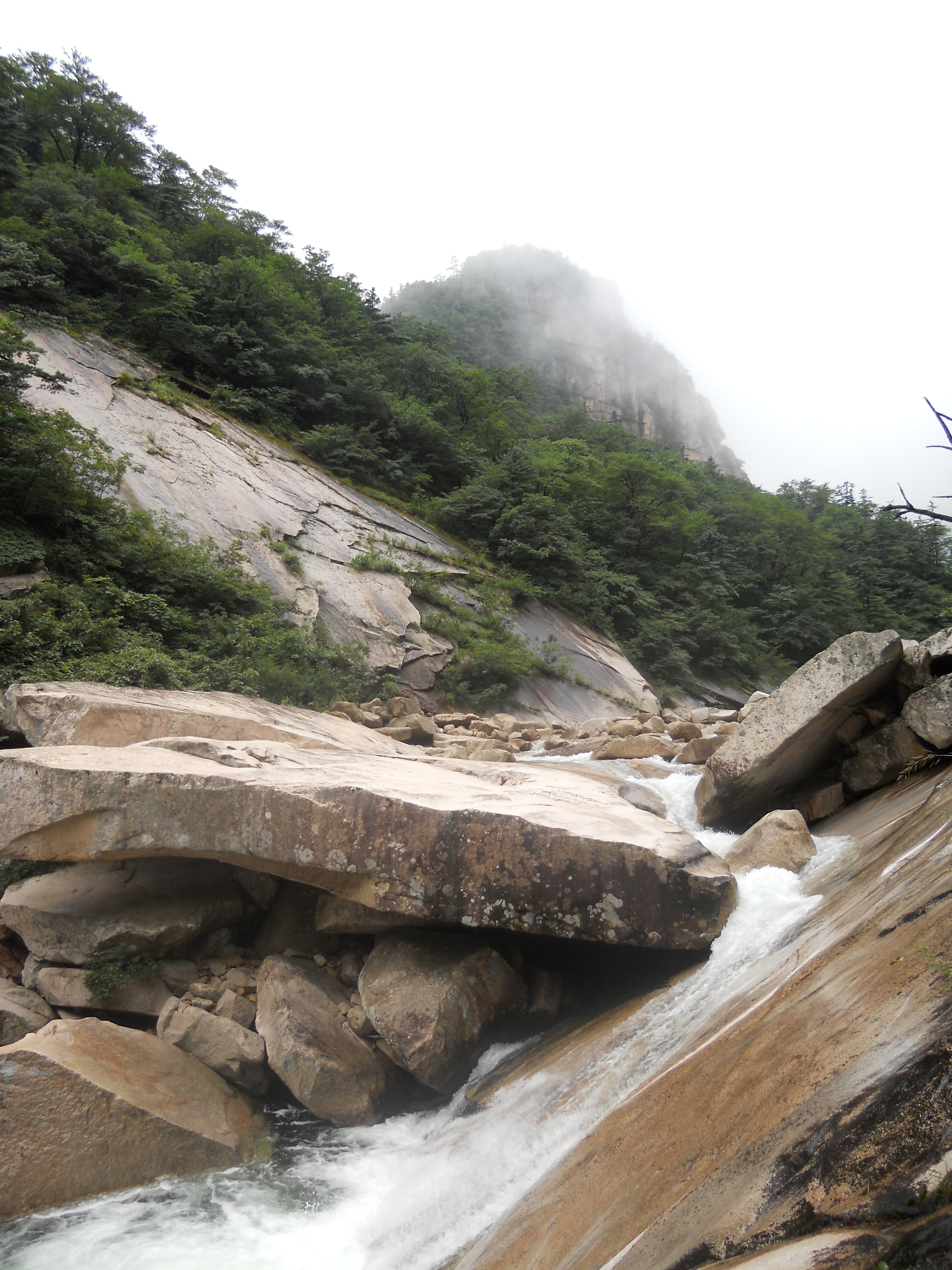
Masyw Kumgang
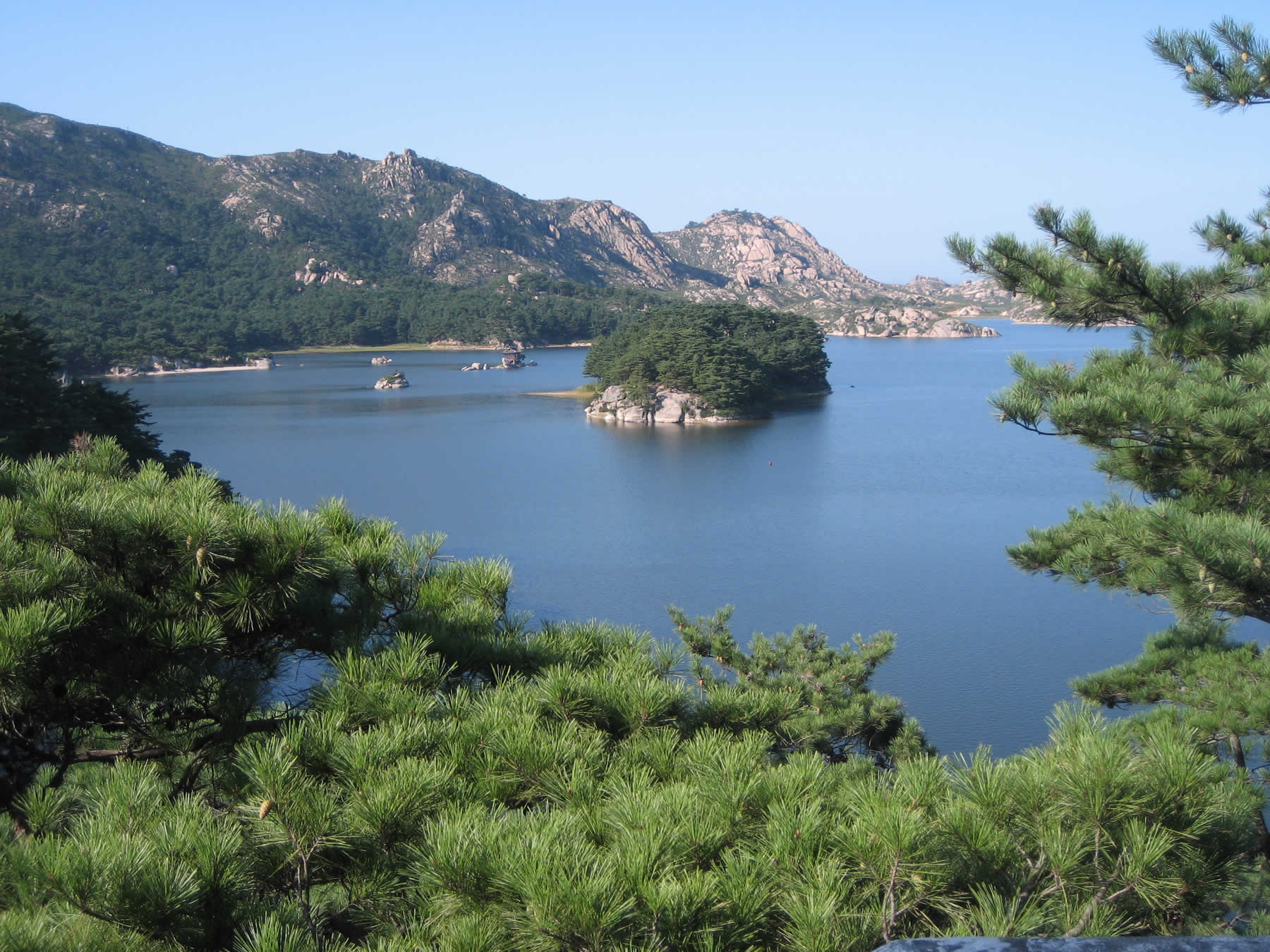
Jezioro Samil